# Scorbé-Clairvaux
Scorbé-Clairvaux è un comune francese di 2 399 abitanti situato nel dipartimento della Vienne nella regione della Nuova Aquitania.

## Società

### Evoluzione demografica
Abitanti censiti